# Cao Fang
Cao Fang (cinese tradizionale: 曹芳; pinyin: Cáo Fāng; Wade-Giles: T'sao Fang) (231 – 274) è stato un imperatore cinese.
Fu imperatore del Cao Wei durante il periodo dei Tre Regni. Successivamente, fu principe di Qi (cinese tradizionale: 齊王; pinyin: Qí Wáng), titolo con cui è ricordato nelle Cronache dei Tre Regni, e dopo la caduta del Cao Wei fu investito dall'imperatore Wu di Jin del titolo di duca della contea di Shaoling (cinese tradizionale: 邵陵縣公; c. semplificato: 邵陵县公). Dopo la sua morte, fu proclamato postumo Duca Li del Shaoling (Li in cinese è 厲, letteralmente "crudele").

## Biografia

### Adottato da Cao Ruì
Cao Fang nacque probabilmente nel 231 in una casa nobiliare del Cao Wei e fu successivamente adottato dall'imperatore Cáo Ruì, il quale non disponeva di eredi che potessero succedergli sul trono. Non ci sono notizie sicure sulla sua parentela, ma alcuni storici sostengono che fu figlio di Cao Kai (曹楷), principe di Rencheng, a sua volta figlio di Cao Zhang e quindi nipote di Cáo Cāo. Cáo Ruì adottò anche Cao Xun, che divenne così suo fratello adottivo, ma l'imperatore preferì Cao Fang al secondo adottato.
Nel 235, Cao Fang divenne principe di Qi e Cao Xun principe di Qin.
Verso la fine del 239, gravemente malato, Cáo Ruì proclamò Cao Fang suo erede al trono ma, vista la sua tenera età, nominò Cao Shuang e Sima Yi reggenti. Il fatto che ora il monopolio del potere non fosse strettamente dei Cao non poté che fare preoccupare notevolmente i tradizionalisti del Cao Wei. Cáo Ruì morì lo stesso giorno in cui proclamò Cao Fang suo erede al trono e i due reggenti.

### Imperatore del Cao Wei
Di tutti i sovrani del Cao Wei, Cao Fang fu il più longevo, in quanto regnò per quindici anni (dal 239 al 254), ma sempre senza una reale autorità. Infatti, per tutta la durata del suo regno, egli fu dapprima nel mezzo nella lotta di potere fra i suoi due reggenti, quindi dovette affrontare le pretese al trono di Sima Shi, figlio di Sima Yi.

### Sotto la reggenza di Cao Shuang
Inizialmente, Cao Shuang e Sima Yi condivisero il potere, ma ben presto Cao cominciò ad onorare Sima con titoli onorifici che lo spogliarono di ogni potere effettivo. Inoltre, egli cominciò a prendere importanti decisioni senza prima consultarsi con il collega, e si attorniò di fedeli consiglieri, i quali sfruttarono il loro potere per eliminare dalla scena politica ogni possibile rivale, fra cui i funzionari di Sima Yi. Nonostante questi tentativi di estrometterlo dal potere, Sima Yi riuscì a mantenere un certo potere militare, tanto che fu assegnato a respingere gli attacchi del Regno Wu nel 241.
Nel 243, Cao Fang sposò l'imperatrice Zhen, la sua prima moglie, nonché nipote di Zhen Yao, cognato di Cao Pi.
Nel 244, per contrastare la fama militare di Sima Yi, Cao Shuang attaccò la città di Hanzhong, nello Shu Han, senza però elaborare una strategia ed un piano logistico vincenti. La battaglia divenne presto uno scontro di posizione, ma quando i suoi nemici riuscirono a privarlo dei rifornimenti di cibo, Cao Shuang fu costretto ad una ritirata rovinosa. Comunque, appena tornato a Luoyang, Cao si occupò di mantenere saldo il suo potere ed estromettere chi avrebbe potuto approfittare della sua sconfitta per allontanarlo. Inoltre, fu favorito dal fatto che, nel 247, Sima Yi, malato, annunciò il suo ritiro dalle cariche pubbliche.
Nel 249, tuttavia, Sima Yi effettuò un colpo di Stato, che divenne noto come Incidente delle tombe di Gaiping. Mentre Cao Fang e Cao Shuang erano fuori dalla capitale per rendere omaggio alla tomba di Cáo Ruì, Sima si alleò a numerosi ufficiali nemici di Cao Shuang e, affermando di agire su disposizione dell'imperatrice dowager Guo, fece chiudere tutte le porte di Luoyang e inviò un messaggio a Cao Fang, informandolo del "fatto" che Cao Shuang stava complottando contro di lui e corrompendo il governo, chiedendo la sua deposizione. Cao Shuang non seppe come agire; il suo consigliere Huan Fan gli consigliò di portare l'imperatore a Xuchang e di resistere da lì, ma il reggente si arrese, ottenendo in cambio la promessa di mantenere i suoi titoli. Al contrario, Sima Yi lo tradì e lo fece giustiziare poco dopo, insieme alla sua famiglia e ai suoi principali funzionari.

### Sotto la reggenza di Sima Yi
Subito dopo avere preso il potere, Sima Yi si sbarazzò tutti coloro che avevano preso parte o avrebbero potuto prendere parte alla sua estromissione. L'autorità di Cao Fang scemava a vista d'occhio, mentre Sima Yi si guadagnava anche il sostegno popolare eliminando la corruzione e l'inefficienza della reggenza di Cao Shuang e ponendo nei giusti uffici i giusti funzionari. Ci fu chi parlò di imminente usurpazione quando, dopo che Cao Fang gli offrì le nove dignità, Sima le declinò, secondo un rito già conosciuto (Cao Pi aveva rifiutato tre volte l'abdicazione dell'imperatore Xian di Han prima di accettarla).
Nel 249, il famoso e potente generale Wang Ling, di stanza a Shouchun (nella moderna Liu'an) cominciò a progettare una rivolta contro Sima Yi assieme a Cao Biao, principe di Chu e figlio di Cáo Cāo, che progettava di installare come imperatore, al posto del debole Cao Fang. Nel 251, appena il piano fu pronto, Wang Ling marciò verso Luoyang, ma fu preceduto da Sima Yi che, dopo una fulminea marcia a est, intercettò le armate ribelli e promise il perdono a Wang se si fosse arreso. Sapendo di non poter resistere, questi accettò; tuttavia, Sima costrinse lui e Cao Biao al suicidio e fece massacrare i loro alleati e le loro famiglie.
L'anno dopo, nel 252, Sima Yi morì e Cao Fang tentò di prendere finalmente il potere effettivo. Al contrario, Sima aveva già fatto in modo che suo figlio, Sima Shi, gli succedesse come reggente, nonostante che l'età di Cao Fang ormai gli permettesse di fare a meno della reggenza.
Nel 251, inoltre, l'imperatrice Zhen morì, ma Cao si risposò presto con l'imperatrice Zhang.

### Usurpazione
Sima Shi era al contempo un capace amministratore e uno stratega di talento. Nel 252 attaccò il Regno Wu, dove regnava Sun Liang sotto la reggenza di Zhuge Ke; dopo una serie di vittorie, Sima venne sconfitto e fu costretto a ritirarsi, ma riuscì a conservare il proprio potere in modo originale, per l'epoca. Ammise pubblicamente i suoi errori e promosse i generali che gli avevano sconsigliato l'invasione. Eppure, non si rassegnò alla disfatta e nel 253 attaccò nuovamente, riuscendo questa volta ad infliggere una pesante sconfitta a Zhuge Ke; mentre quest'ultimo perse il potere, il reggente del Cao Wei rinsaldò il suo.
Nel 254, Sima Shi dimostrò le proprie aspirazioni per il potere. Cao Fang, infatti, da tempo stava prendendo in considerazione le riflessioni del suo ministro Li Feng, il quale sospettava che Sima stesse progettando di usurparlo. Il reggente convocò Li Feng chiedendogli di cosa avesse parlato con l'imperatore, ma il ministro si rifiutò di rivelarglielo. Quindi, Sima lo uccise sul posto e condannò lui e i suoi alleati Xiahou Xuan e Zhang Qi per tradimento, condannando loro e le rispettive famiglie a morte. Cao Fang fu costretto a deporre l'imperatrice Zhang, parente di Zhang Qi, e a sposarsi con l'imperatrice Wang, figlia del ministro dei trasporti imperiale.
Cao Fang era notevolmente infuriato per la morte di Li Feng e Zhang Qi, quindi cominciò a progettare un piano per prendere il potere: di lì a poco sarebbe giunto a Luoyang il fratello di Sima Shi, Sima Zhao, per prendere le truppe che avrebbe condotto a Chang'an, essendo stato assegnato alla sua difesa. L'imperatore e i suoi alleati progettarono di uccidere Sima Zhao, prendere il controllo delle sue truppe e mandarle contro quelle di Sima Shi. Nonostante la sua attitudine positiva verso il piano, Cao Fang tentennò, temendo che non avrebbe funzionato. Ancora una volta vi fu una fuga di notizie e Sima Shi apprese della cospirazione; immediatamente il reggente depose Cao Fang, ma risparmiò la sua vita e lo nominò nuovamente principe di Qi. Dopo una serie di consultazioni, Cao Mao fu scelto per succedere a Cao Fang come imperatore del Cao Wei.

### Dopo la deposizione
Dopo essere stato deposto, Cao Fang venne inviato a vivere in un sontuoso palazzo a Henei (河內, moderna Jiaozuo, Henan), di fatto agli arresti domiciliari. Dopo che il figlio di Sima Zhao, Sima Yan, usurpò il trono nel 265, stabilendo la dinastia Jìn, Cao Fang venne degradato a duca di Shaoling. Egli morì nel 274 e fu sepolto con gli onori riservati ai duchi, anziché con quelli imperiali.

## Informazioni dinastiche
- Padre (adottivo)
  - Cáo Ruì (imperatore Ming di Wei)
- Padre biologico
  - Forse Cao Kai (曹楷), principe di Rencheng, figlio di Cao Zhang, figlio di Cáo Cāo
- Mogli
  - Imperatrice Zhen (sposata nel 243, morta nel 251)
  - Imperatrice Zhang (sposata nel 251, deposta nel 254)
  - Imperatrice Wang (sposata nel 254, principessa di Qi dal 254, data di morte incerta)